# Coscinia paucisignata
Coscinia paucisignata là một loài bướm đêm thuộc phân họ Arctiinae, họ Erebidae.